# Eois mixosemia
Eois mixosemia là một loài bướm đêm trong họ Geometridae.